# Frostmarkederne på Themsen
Frostmarkederne på Themsen var en række markeder og festivaler, som blev afholdt på Tideway-delen af floden Themsen i London i nogle vintre i 1600-tallet frem til begyndelsen af 1800-tallet, i den periode der kaldes den lille istid, hvor floden frøs. I denne tid var vintrene strengere end i dag, og floden var bredere og løb langsommere, hvilket blev gjort endnu langsommere af den gamle London Bridge.
Selv på højdepunktet i midten af 1600-tallet frøs Themsen i London sjældnere end moderne fortællinger nogle gange angiver, og det var aldrig mere end én gang på ti år, bortset fra fire vintre mellem 1649 og 1666. Fra omkring år 1400 og frem til at man fjernede den middelalderlige London Bridge i 1835, var der 24 gange, hvor man ved, at Themsen har været frosset til i London. Hvis man medregner år, hvor den "mere eller mindre var frosset til" er antallet 26 (i parentes): 1408, 1435, 1506, 1514, 1537, 1565, 1595, 1608, 1621, 1635, 1649, 1655, 1663, 1666, 1677, 1684, 1695, 1709, 1716, 1740, (1768), 1776, (1785), 1788, 1795 og 1814. Antallet per århundrede er i 1400-tallet: 2, 1500-tallet: 5, 1600-tallet: 10, 1700-tallet: 6 og 1800-tallet: 1. Der er også blevet afholdt frostmarkeder andre steder i Europa heriblandt i Holland. Themsen fryser oftere over opstrøms, hvor tidevandet ikke påvirker den, særligt over stemmeværk, hvoraf Teddington Lock er den lavest placerede. Den sidste gange Themsen er frosset, var i vinteren 1962-63.
Under den store frost i 1683-84, som er den hårdeste vinter, der nogensinde er beskrevet i England, var Themsen fuldstændig frosset til i to måneder, og isen nåede en tykkelse på 28 cm. Der var rapporter om is langs mange af kysterne omkring det sydlige Vesterhav (i England, Frankrig og Nederlandene, hvilket skabte store problemer med skibstransport og brugen af mange havne. Nær Manchester var jorden frosset 69 cm ned, og i Somerset var det mere end 1,2 m.